# Anthidiellum solomonis
Anthidiellum solomonis là một loài Hymenoptera trong họ Megachilidae. Loài này được Krombein mô tả khoa học năm 1951.